# Eugénie Sokolnicka
Eugénie Sokolnicka, née Eugénie Kutner le 14 juin 1884 à Varsovie et morte le 19 mai 1934 à Paris, est une psychanalyste française d'origine polonaise. Elle est considérée comme celle qui a introduit cette discipline en France et a été l'une des fondatrices de la Société psychanalytique de Paris.

## Biographie
Elle naît à Varsovie dans une famille juive aisée et libérale. Elle est éduquée par une gouvernante française et passe le baccalauréat. Elle a eu, en tant que femme, de la difficulté à faire admettre à son entourage son droit d'aller à l'université.
Elle rejoint Paris à 20 ans, où elle obtient une licence en sciences et biologie à la faculté des sciences de Paris et suit les cours de Pierre Janet, de Théodule Ribot et de Jean-Martin Charcot. Elle rencontre à Paris son futur époux, Michel Sokolnicki, et se marie en Pologne. Elle se consacre à la vie de famille jusqu'en 1911, date à laquelle elle commence une formation en psychiatrie à la clinique du Burghölzli, où elle rencontre Carl Gustav Jung.
En 1913, elle séjourne à Vienne, et fait une analyse avec Freud, avec lequel la relation est plutôt hostile, et participe à plusieurs séances de la Société psychanalytique de Vienne, qui l'accepte comme membre le 8 novembre 1916. Dès 1914, elle établit sa pratique analytique à Munich, où elle réalise l'analyse de Felix Boehm. Elle regagne Varsovie lorsque la Première Guerre mondiale commence, et tente de créer une société psychanalytique. Après la guerre, elle séjourne à Budapest où elle fait une analyse avec Sándor Ferenczi, dont celui-ci rapporte des éléments dans sa correspondance avec Freud.  Elle participe au VIe congrès de l'Association psychanalytique internationale à La Haye, en 1920, et fait une communication sur la névrose, intitulée « Zur Symptomatologie und Diagnostik in der psychoanalytischen Neurosenlehre ».
En 1921, elle rejoint son frère à Paris, où elle s'installe définitivement, et coopère à La Nouvelle Revue française. Plusieurs écrivains « gravitent autour d'elle », dont Jacques Rivière qui « restera son ami jusqu'à sa mort ». Élisabeth Roudinesco rapporte qu'« elle analyse André Gide qui laisse un portrait d'elle dans Les Faux-monnayeurs ». Elle participe dans ce cadre littéraire aux « séances Freud », puis fait partie, en 1926, des membres fondateurs de la Société psychanalytique de Paris, dont elle est nommée vice-présidente, en novembre 1926. Elle fait la connaissance du professeur Georges Heuyer grâce à son ami, l'écrivain Paul Bourget, et Georges Heuyer l'invite aux réunions de service durant lesquelles sont présentés des cas cliniques. Elle doit laisser la direction du mouvement psychanalytique français à Marie Bonaparte et René Laforgue, malgré l'appui de Freud, et se consacre à des activités d'enseignement, et réalise l'analyse didactique de René Laforgue et d'Édouard Pichon. Elle est également l'analyste de Blanche Reverchon. Elle est pionnière de la psychanalyse des enfants. Elle est progressivement atteinte d'un état dépressif, et se suicide le 19 mai 1934, probablement par une intoxication au gaz.

## Publications
- (de) Eugenia Sokolnicka, « Analyse einer infantilen Zwangsneurose », Internationale Zeitschrift für Psychoanalyse, vol. VI, no 3,‎ 1920, p. 228-241 (lire en ligne). Traductions :
  - (en) Eugenia Sokolnicka, « Analysis of an Obsessional Neurosis in a Child », International Journal of Psycho-Analysis, vol. 3,‎ 1922, p. 306-319 (lire en ligne)
  - Eugénie Sokolnicka, « L'Analyse d'un cas de névrose obsessionnelle infantile », Revue de neuropsychiatrie infantile et d'hygiène mentale de l'enfance, vol. 16,‎ mai-juin 1968
- Eugénie Sokolnicka, « Quelques problèmes de la technique psychanalytique », Revue française de psychanalyse, vol. 3, no 1,‎ 1929, p. 1-49 (lire en ligne)
- Eugénie Sokolnicka, « Sur un cas de guérison rapide », Revue française de psychanalyse, vol. 5, no 3,‎ 1932, p. 440 (lire en ligne)
- Eugénie Sokolnicka, « Le dynamisme des névroses et la psychanalyse », Prophylaxie mentale, vol. VI, no 17,‎ 1931, p. 417-425 (lire en ligne)